# ウンベルト・ディ・サヴォイア＝アオスタ
ウンベルト・ディ・サヴォイア＝アオスタ（イタリア語: Umberto di Savoia-Aosta, 1889年6月22日 - 1918年10月19日）は、イタリアの王族、軍人。ヴィットーリオ・エマヌエーレ2世の孫息子の1人。サレーミ伯（Conte di Salemi）の儀礼称号で呼ばれた。

## 生涯

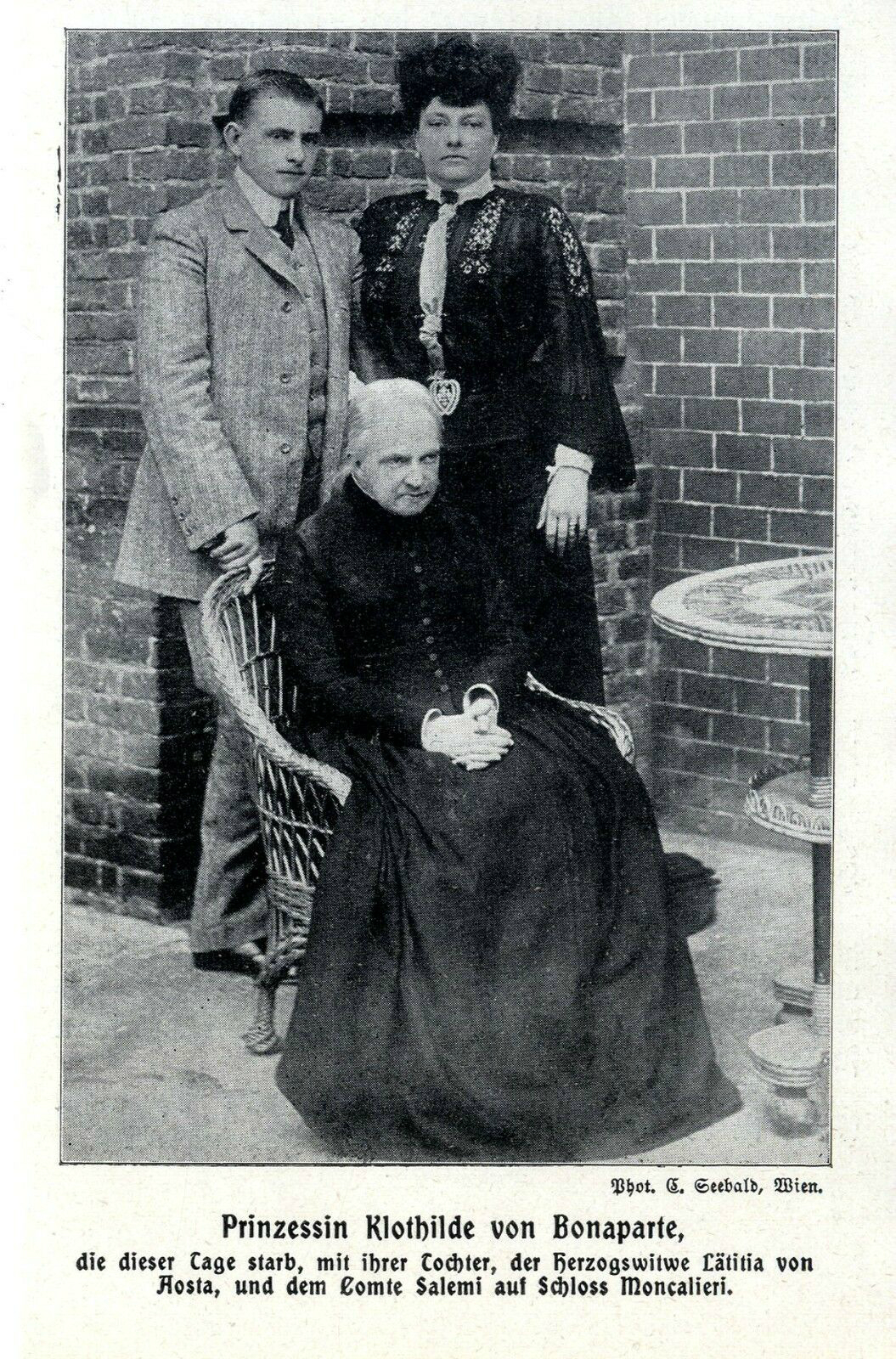
ウンベルトと母マリー・レティシア、祖母マリーア・クロティルデ（1910年頃）

元スペイン王でアオスタ公爵家の初代当主であるイタリア王子アメデーオと、その2番目の妻で初代プランス・ナポレオン（ナポレオン公）の娘であるマリー・レティシア・ボナパルトの間の一人息子として、トリノで生まれた。全名はウンベルト・マリーア・ヴィットーリオ・アメデーオ・ジュゼッペ（Umberto Maria Vittorio Amedeo Giuseppe）。母方の祖母は父の姉であるイタリア王女マリーア・クロティルデで、両親は叔父と姪の間柄であった。生後わずか1歳で父を亡くし、アオスタ公爵家は20歳年上の異母兄エマヌエーレ・フィリベルトが継いだ。
ウンベルトは1908年にリヴォルノの海軍大学に入学したが、1911年に窃盗の罪で告発された。従兄のイタリア王ヴィットーリオ・エマヌエーレ3世はウンベルトを逮捕しようとしたが、母親のマリー・レティシアは息子をトリノに連れ帰り、国王の命令による逮捕の実行を阻もうとした。国王は逮捕しない代わり、ウンベルトにトリノ郊外のモンカリエーリ城で謹慎した後、憲兵隊長の指導及び監視の下で18か月間を軍艦の上で過ごすように命じた。
第一次世界大戦が勃発すると、ウンベルトは自ら志願してイタリア王国軍に入隊した。ウンベルトは陸軍中尉となり、カターニャ軽騎兵連隊に所属した。勇敢な戦いぶりを見せたとして、銀メダルを授与された。ウンベルトは1918年10月、大戦が終わる1か月前に29歳で早世した。公式発表では戦死とされていたが、実際の死因はスペインかぜだった。ウンベルトはクレスパーノ・デル・グラッパの納骨堂に埋葬されたが、遺骸は1926年になってモンテ・グラッパの軍慰霊地に移された。

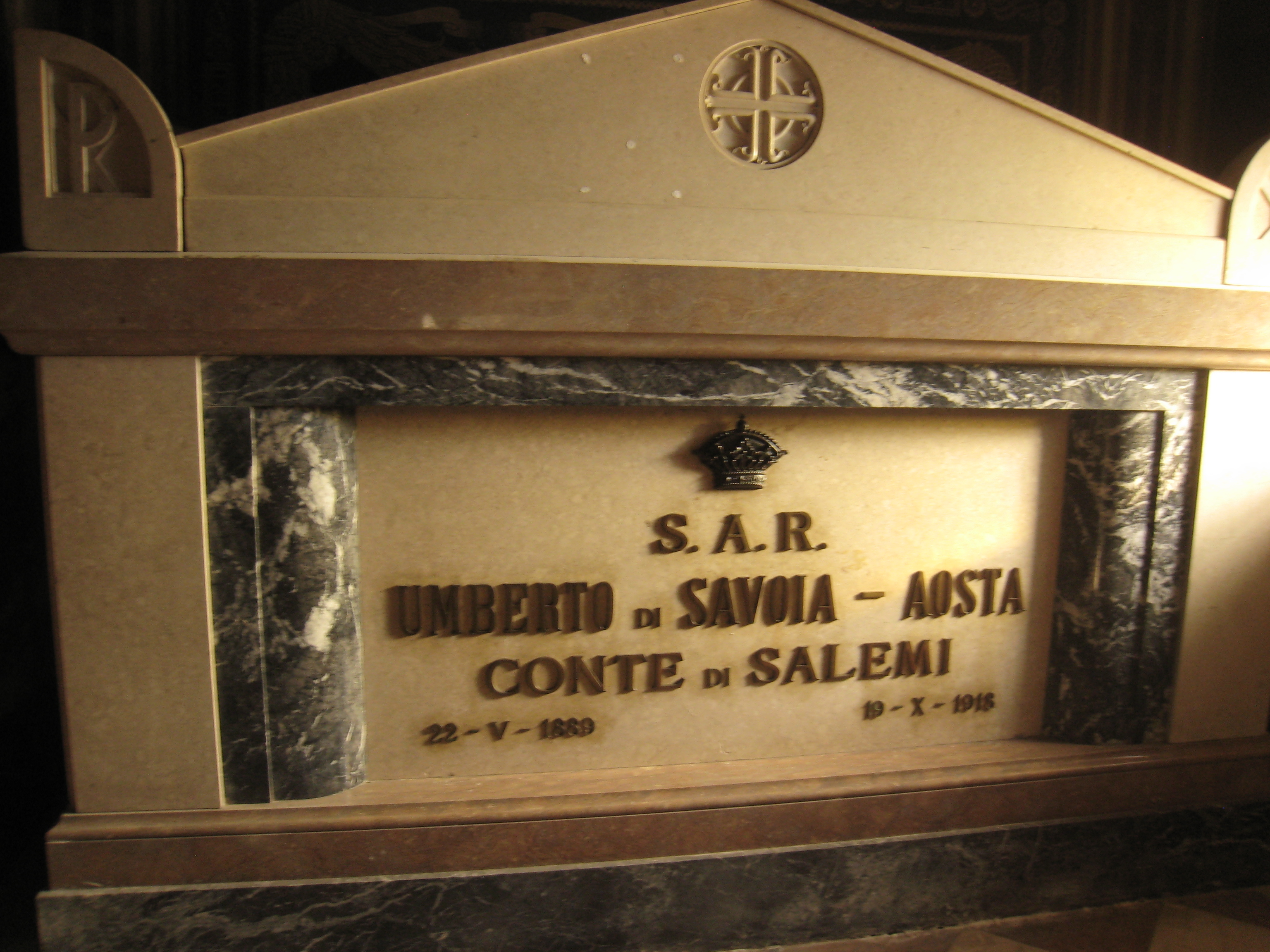
ウンベルトの墓